# Carystina
Carystina là một chi bướm ngày thuộc họ Bướm nâu.